# Abirão

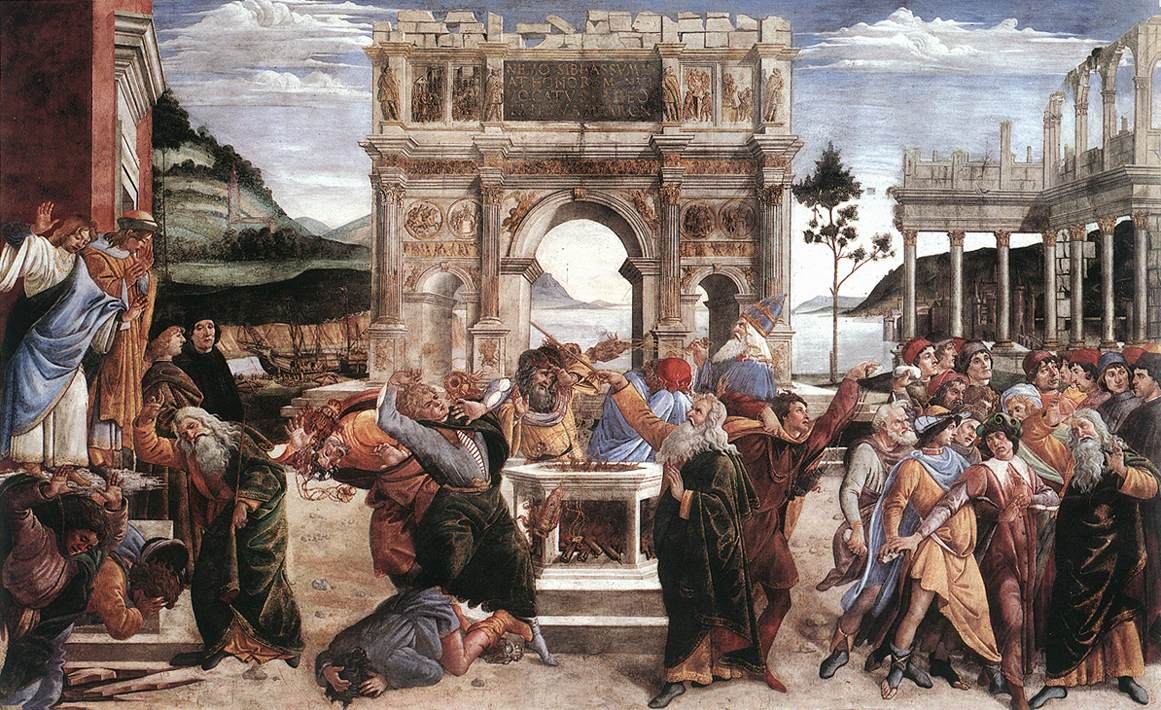
Punição de Coré, Datã e Abirão - De Sandro Botticelli (Capela Sistina, Roma, 1481-82).

Abirão ou Abiron é um israelita da tribo de Rúben, que se revoltou contra Moisés, com Coré e seu irmão Datã. Segundo infere a Bíblia, foram todos os três engolidos pela terra que se abriu, sepultando também duzentos e cinquenta cúmplices.